# Demi Schuurs
Demi Schuurs (nació el 1 de agosto de 1993 en Nieuwstadt, Países Bajos) es una jugadora tenis profesional neerlandesa.

## Títulos WTA (21; 0+21)

### Dobles (21)
| Leyenda                                |
| -------------------------------------- |
| Grand Slam (0)                         |
| Juegos Olímpicos (0)                   |
| WTA Finals (0)                         |
| P. Mandatory & Premier 5, WTA 1000 (6) |
| Premier, WTA 500 (8)                   |
| International, WTA 250 (7)             |

| N.º | Fecha                    | Torneo           | Superficie        | Pareja              | Oponentes en la final              | Resultado           |
| --- | ------------------------ | ---------------- | ----------------- | ------------------- | ---------------------------------- | ------------------- |
| 1.  | 12 de abril de 2015      | Katowice         | Dura (i)          | Ysaline Bonaventure | Gioia Barbieri Karin Knapp         | 7-5, 4-6, [10-6]    |
| 2.  | 19 de julio de 2015      | Bucarest         | Tierra batida     | Oksana Kalashnikova | Andreea Mitu Patricia Maria Țig    | 6-2, 6-2            |
| 3.  | 23 de septiembre de 2017 | Guangzhou        | Dura              | Elise Mertens       | Monique Adamczak Storm Sanders     | 6-2, 6-3            |
| 4.  | 6 de enero de 2018       | Brisbane         | Dura              | Kiki Bertens        | Andreja Klepač María José Martínez | 7-5, 6-2            |
| 5.  | 13 de enero de 2018      | Hobart           | Dura              | Elise Mertens       | Lyudmyla Kichenok Makoto Ninomiya  | 6-2, 6-2            |
| 6.  | 20 de mayo de 2018       | Roma             | Tierra batida     | Ashleigh Barty      | Andrea Hlaváčková Barbora Strýcová | 6-3, 6-4            |
| 7.  | 26 de mayo de 2018       | Núremberg        | Tierra batida     | Katarina Srebotnik  | Kirsten Flipkens Johanna Larsson   | 3-6, 6-3, [10-7]    |
| 8.  | 16 de junio de 2018      | 's-Hertogenbosch | Hierba            | Elise Mertens       | Kiki Bertens Kirsten Flipkens      | 3-3, ret.           |
| 9.  | 12 de agosto de 2018     | Montreal         | Dura              | Ashleigh Barty      | Yung-Jan Chan Ekaterina Makarova   | 4-6, 6-3, [10-8]    |
| 10. | 29 de septiembre de 2018 | Wuhan            | Dura              | Elise Mertens       | Andrea Hlaváčková Barbora Strýcová | 6-3, 6-3            |
| 11. | 29 de agosto de 2020     | Cincinnati       | Dura              | Květa Peschke       | Nicole Melichar Xu Yifan           | 6-1, 4-6, [10-4]    |
| 12. | 26 de septiembre de 2020 | Estrasburgo      | Tierra batida     | Nicole Melichar     | Hayley Carter Luisa Stefani        | 6-4, 6-3            |
| 13. | 5 de marzo de 2021       | Doha             | Dura              | Nicole Melichar     | Monica Niculescu Jeļena Ostapenko  | 6-2, 2-6, [10-8]    |
| 14. | 11 de abril de 2021      | Charleston       | Tierra batida     | Nicole Melichar     | Marie Bouzková Lucie Hradecká      | 6-2, 6-4            |
| 15. | 24 de abril de 2022      | Stuttgart        | Tierra batida (i) | Desirae Krawczyk    | Cori Gauff Shuai Zhang             | 6-3, 6-4            |
| 16. | 23 de abril de 2023      | Stuttgart        | Tierra batida (i) | Desirae Krawczyk    | Nicole Melichar Giuliana Olmos     | 6-4, 6-1            |
| 17. | 1 de julio de 2023       | Eastbourne       | Hierba            | Desirae Krawczyk    | Nicole Melichar Ellen Perez        | 6-2, 6-4            |
| 18. | 17 de febrero de 2024    | Catar            | Dura              | Luisa Stefani       | Caroline Dolehide Desirae Krawczyk | 6-4, 6-2            |
| 19. | 20 de octubre de 2024    | Ningbo           | Dura              | Yuan Yue            | Nicole Melichar Ellen Perez        | 6-3, 6-3            |
| 20. | 15 de marzo de 2025      | Indian Wells     | Dura              | Asia Muhammad       | Tereza Mihalíková Olivia Nicholls  | 6-2, 7-6(4)         |
| 21. | 15 de junio de 2025      | Queen's Club     | Hierba            | Asia Muhammad       | Anna Danilina Diana Shnaider       | 7-5, 6-7(3), [10-4] |

#### Finalista (16)
| N.º | Fecha                 | Torneo           | Superficie    | Pareja              | Oponentes en la final                 | Resultado           |
| --- | --------------------- | ---------------- | ------------- | ------------------- | ------------------------------------- | ------------------- |
| 1.  | 1 de octubre de 2016  | Taskent          | Dura          | Renata Voráčová     | Raluca Olaru İpek Soylu               | 5-7, 3-6            |
| 2.  | 7 de enero de 2017    | Auckland         | Dura          | Renata Voráčová     | Kiki Bertens Johanna Larsson          | 2-6, 2-6            |
| 3.  | 17 de junio de 2017   | 's-Hertogenbosch | Hierba        | Kiki Bertens        | Dominika Cibulková Kirsten Flipkens   | 6-4, 4-6, [6-10]    |
| 4.  | 23 de julio de 2017   | Bucarest         | Tierra batida | Elise Mertens       | Irina-Camelia Begu Ioana Raluca Olaru | 3-6, 3-6            |
| 5.  | 24 de junio de 2018   | Birmingham       | Hierba        | Elise Mertens       | Tímea Babos Kristina Mladenovic       | 6-4, 3-6, [8-10]    |
| 6.  | 18 de agosto de 2018  | Cincinnati       | Dura          | Elise Mertens       | Lucie Hradecká Ekaterina Makarova     | 2-6, 5-7            |
| 7.  | 16 de febrero de 2019 | Doha             | Dura          | Anna-Lena Grönefeld | Hao-Ching Chan Yung-Jan Chan          | 1-6, 6-3, [6-10]    |
| 8.  | 19 de mayo de 2019    | Roma             | Tierra batida | Anna-Lena Grönefeld | Victoria Azarenka Ashleigh Barty      | 6-4, 0-6, [3-10]    |
| 9.  | 23 de junio de 2019   | Birmingham       | Hierba        | Anna-Lena Grönefeld | Su-Wei Hsieh Barbora Strýcová         | 4-6, 7-6(4), [8-10] |
| 10. | 11 de agosto de 2019  | Toronto          | Dura          | Anna-Lena Grönefeld | Barbora Krejčíková Kateřina Siniaková | 5-7, 0-6            |
| 11. | 17 de agosto de 2019  | Cincinnati       | Dura          | Anna-Lena Grönefeld | Lucie Hradecká Andreja Klepač         | 4-6, 1-6            |
| 12. | 8 de mayo de 2021     | Madrid           | Tierra batida | Gabriela Dabrowski  | Barbora Krejčíková Kateřina Siniaková | 4-6, 3-6            |
| 13. | 20 de junio de 2021   | Berlín           | Hierba        | Nicole Melichar     | Victoria Azarenka Aryna Sabalenka     | 6-4, 5-7, [4-10]    |
| 14. | 26 de junio de 2021   | Eastbourne       | Hierba        | Nicole Melichar     | Shuko Aoyama Ena Shibahara            | 1-6, 4-6            |
| 15. | 7 de mayo de 2022     | Madrid           | Tierra batida | Desirae Krawczyk    | Gabriela Dabrowski Giuliana Olmos     | 7-6(1), 5-7, [7-10] |
| 16. | 13 de agosto de 2023  | Montreal         | Dura          | Desirae Krawczyk    | Shuko Aoyama Ena Shibahara            | 4-6, 6-4, [11-13]   |

## ITF

### Individual (1)
| Torneos de $100,000 |
| Torneos de $75,000  |
| Torneos de $50,000  |
| Torneos de $25,000  |
| Torneos de $15,000  |
| Torneos de $10,000  |

| N.º | Fecha                 | Torneo                   | Superficie | Oponentes          | Resultado |
| --- | --------------------- | ------------------------ | ---------- | ------------------ | --------- |
| 1.  | 24 de febrero de 2014 | Sharm El Sheikh , Egipto | Dura       | Emily Webley-Smith | 6–4, 6–2  |

### Finalistas (1)
| N.º | Fecha                 | Torneo           | Superficie | Oponentes    | Resultado     |
| --- | --------------------- | ---------------- | ---------- | ------------ | ------------- |
| 1.  | 15 de octubre de 2012 | Antalya, Turquía | Arcilla    | Olga Ianchuk | 6-2, 2-6, 6-3 |

### Dobles (20)
| Torneos de $100,000 |
| Torneos de $75,000  |
| Torneos de $50,000  |
| Torneos de $25,000  |
| Torneos de $15,000  |
| Torneos de $10,000  |

| N.º | Fecha                   | Torneos                   | Superficie  | Pareja             | Oponentes                             | Resultado           |
| --- | ----------------------- | ------------------------- | ----------- | ------------------ | ------------------------------------- | ------------------- |
| 1.  | 26 de julio de 2010     | Bree, Bélgica             | Arcilla     | Sofie Oyen         | Marcella Koek Marina Melnikova        | 6-0, 6-1            |
| 2.  | 16 de agosto de 2010    | Westende, Bélgica         | Dura        | Quirine Lemoine    | Alison Van Uytvanck Irina Khromacheva | 3–6, 6–4, 6–4       |
| 3.  | 21 de marzo de 2011     | Antalya, Turquía          | Arcilla     | Ilona Kremen       | Martina Gledacheva Isabella Shinikova | 3-6, 7-6(3), [10-8] |
| 4.  | 2 de abril de 2012      | Tessenderlo, Bélgica      | Arcilla     | Maryna Zanevska    | Tatjana Maria Stephanie Vogt          | 6-4, 6-3            |
| 5.  | 8 de julio de 2013      | Aschaffenburg, Alemania   | Arcilla     | Eva Wacanno        | Carolin Daniels Laura Schaeder        | 7-5, 1-6, [14-12]   |
| 6.  | 22 de julio de 2013     | Maaseik, Bélgica          | Arcilla     | Eva Wacanno        | Bernice Van De Velde Kelly Versteeg   | 6-2, 4-6, [10-7]    |
| 7.  | 26 de agosto de 2013    | Róterdam , Países Bajos   | Arcilla     | Amandine Hesse     | Elke Lemmens Sviatlana Pirazhenka     | 3-6, 7-5, [10-4]    |
| 8.  | 11 de noviembre de 2013 | Bol, Croacia              | Arcilla     | Barbora Krejčíková | Vivien Juhászová Tereza Malíková      | 6-2, 6-4            |
| 9.  | 13 de diciembre de 2013 | Madrid, España            | Dura        | Eva Wacanno        | Elitsa Kostova Evgeniya Rodina        | 6-1, 6-2            |
| 10. | 18 de agosto de 2014    | Wanfercée-Baulet, Bélgica | Arcilla     | Elise Mertens      | Tatiana Búa Daniela Seguel            | 6-2, 6-3            |
| 11. | 30 de agosto de 2014    | Fleurus, Bélgica          | Arcilla     | Arantxa Rus        | Hilda Melander Marina Melnikova       | 6-4, 6-1            |
| 12. | 15 de noviembre de 2014 | Sharm el-Sheikh, Egipto   | Dura        | Marie Benoît       | Valentyna Ivakhnenko Polina Monova    | 6-4, 7-5            |
| 14. | 8 de febrero de 2015    | Grenoble, Francia         | Dura (i)    | Hiroko Kuwata      | Manon Arcangioli Cindy Burger         | 6-1, 6-3            |
| 15. | 27 de febrero de 2015   | Beinasco, Italia          | Arcilla (i) | Daniela Seguel     | Xenia Knoll Alice Matteucci           | 6-4, 4-6, [11-9]    |
| 16. | 3 de agosto de 2015     | Koksijde, Bélgica         | Arcilla (i) | Elise Mertens      | Justyna Jegiołka Sherazad Reix        | 6-3, 6-2            |